# Réthymnon (dème)
Le dème de Réthymnon (grec moderne : Δήμος Ρεθύμνης) est un dème (municipalité) de Crète, dans le district régional du même nom. Sa capitale est la ville de Réthymnon.
Le dème actuel a été créé par le programme Kallikratis (2010) par la fusion des dèmes préexistants de Arkádi, Lappa, Réthymnon et Nikifóros Fokás. Sa population était 46 558 habitants en 2001 dont 28 987 pour la ville de Réthymnon.
Selon le recensement de 2011, la population du dème de Réthymnon compte 55 525 habitants

## Subdivisions
Le dème de Réthymnon est constitué par les districts (administratifs et électoraux) suivants, qui reprennent les anciens dèmes créés par le programme Kapodistrias (1997) et supprimés par le programme Kallikratis (2010) :
1. District municipal d'Arkádi :
  - Communautés locales de : Adele, Amnatos, ancienne Eleftherna, villages de Eleftherna, Erfi, Kyrianna, Mesi, Pangalohori, Pigí, Prinos, Skouloúfia, Chamalevri, Chárkia
2. District municipal de Lappa :
  - Communautés locales de : Argyroúpoli, Archondiki, Vilandredo, Episkopí, Karoti, Kato Poros, Koúfi, Myriokefala
3. District municipal Nikifóros Fokás (nommé en l'honneur de l'empereur du Xe siècle Nicéphore II Phocas qui reconquit la Crète sur les Sarrasins) :
  - Communauté municipale d'Atsipópoulo et communautés locales de : Agios Konstantinos, Ano Valsamonero, Gerani, Gonia, Zouridi, Kaloniktio, Kato Valsamonero, Kato Malaki, Mountros, Prinés, Roustika, Saïtoúres, Frantzeskiana Metochia
4. District municipal de Réthymnon :
  - Communauté municipale de Réthymnon et communautés locales de : Arméni, Goulediana, Kares, Kastelos, Koumi, Maroulas, Oros, Prasies, Roussospiti, Selli, Chromonastiri.

## Calendrier d’ événements culturels de la municipalité
- Février : Carnaval (Réthymnon), Bavures (Arméni)
- Juin : Renaissance Festival (Réthymnon)
- Juillet : Renaissance Festival (Réthymnon), Fête de Saint-Panteleimon (Adele, Chromonastiri), Fête du Prophète Élias (Eleftherna)
- Août : Événements culturels (Réthymnon), la Semaine Maritime(Réthymnon)
- Septembre : Fête de la Vierge Marie (Myriokefala)

## Informations complémentaires
Plusieurs districts de cette municipalité sont inclus dans le système de cadastre et se trouvent sous l'autorité du Bureau de Cadastre de Réthymnon. (Hortatzis Str, ZIP: 74100, Rethymno, Téléphone:.0030-28310-22403). Plus spécifiquement :
- la région de la ville de Réthymnon depuis le 12-3-2008
- Adèle depuis le 18-5-2006
- Argyroúpoli depuis le 28-3-2005
- Armenoi et Somatas depuis le 15-9-2005
- Atsipopoulo depuis le 3-1-2006
- Gerani depuis le 28-3-2005
- Episkopí, Karoti, Koufi et Archondiki depuis le 21-7-2005
- Maroulas depuis le 21-7-2005
- Prasies depuis le 7-7-2005
- Prines depuis le 6-10-2005
- Roussospiti depuis le 21-7-2005
- Chromonastiri, Myli et Kapediana depuis le 7-7-2005.